# Sarcosuchus imperator
Sarcosuchus (gr. "crocodilo carniceiro imperador") é uma espécie extinta de crocodrilhomorfos neosuquio gigante que viveu durante o período Cretáceo da Era Mesozoica, há aproximadamente 133 a 112 milhões de anos na África e América do Sul, é conhecido duas espécies desse gênero, S. imperator na Formação Elrhaz e S. hartii no nordeste Brasileiro.
Na época onde o S. imperator viveu, era uma selva pantanosa habitada por dinossauros e várias espécies de plantas e animais, incluindo os crocodilos, que sobreviviam graças a caça desses animais nos grandes rios daquela época.

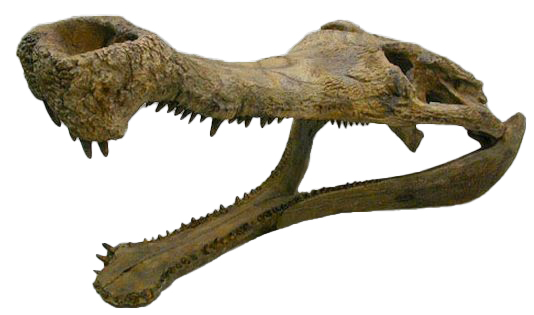
Crânio do Sarcosuchus

## Anatomia e alimentação
Ainda não foram encontrados esqueletos completos do S. imperator que permitissem fazer uma reconstrução fiel ao seu aspecto físico, uma análise de seu crânio (de quase 1,60 m de largura) e as poucas mudanças que os crocodilos sofreram desde sua aparição, permitiu que se fizesse um esboço de sua possível aparência, baseando-se unicamente em comparação com os aspectos físicos dos crocodilos atuais.
O Sarcosuchus tinha um crânio largo na base, mas com o restante das mandíbulas afiadas, com uma protuberância na ponta do focinho e os olhos mais acima da cabeça, ainda mais acima que os crocodilos atuais. Estas características nos fazem pensar que eram parentes dos atuais Gaviais, e deduz-se que, assim como eles, se alimentavam de peixes, usando sua estilizada mandíbula para cortar a água com facilidade e agarrar os grandes peixes do Cretáceo, que em seu hábitat mediam entre 1 e 1,50 m de largura, e eram semelhantes aos atuais celacantos de água salgada, mas; a diferença dos graviais, a força e a grossura da mandíbula do Sarcosuchus aumentavam de forma proporcional a medida que iam crescendo, o que se pode deduzir em sua mudança de alimentação. Atualmente os cientistas acham que a dieta a base de peixes era mais comum entre os jovens, enquanto os adultos, não abandonavam esse tipo de alimentação, entretanto concentravam mais os ataques nos grandes dinossauros que se aproximavam para beber água.
Estudando as diversas espécies de crocodilos, consegui-se supor que essa criatura consegui exercer uma força de 4 toneladas com uma mordida. Tal força o permitia agarrar e arrastar para baixo d´agua animais tão grandes quanto ele mesmo, como iguanodontes, exemplares jovens de alguns tipos de  saurópodos similares ao Diplodocus, e alguns teropodes da região.

## Tamanho

Comparação de tamanho entre o S. imperator em azul comparado com outros crocodiliformes gigantes

É um método comum estimar o tamanho de um crocodilos e outros répteis relativos pelo comprimento do crânio. Esse método foi usado por Sereno et al. (2001) para calcular o tamanho de espécimes de Sarcosuchus devido a ausência de um esqueleto completo e o maior indivíduo de S. imperator, com um crânio de 1,6 metros de comprimento, teria um comprimento total de 11,65 metros e 8 toneladas de peso, podendo ser maior que vários outros crocodilianos gigantes de acordo com as estimativas da época.
No entanto com a extrapolação do fêmur de um individuo subadulto e das medidas do crânio mostraram que o maior individuo de S. imperator era significativamente menor que o estimado por Sereno et al. em 2001. Novas estimativas como a de O’Brien et al. (2019) estimaram o comprimento desse mesmo indivíduo como tendo 9,5 metros de comprimento e 4,3 toneladas de peso, oque é maior do que qualquer outro crocodiliano vivo atualmente.

## Outros crocodilomorfos gigantes
Além do Sarcosuchus imperator, várias espécies de crocodilianos extintos superavam as dimensões de seus representantes atuais. Alguns exemplos são o Rhamphosuchus, o Deinosuchus, e o brasileiro Purussaurus (que media 12,5 m de comprimento que é considerado um dos maiores crocodilianos conhecidos.
O gênero Sarcosuchus compreende outra espécie além do S. imperator, o S. hartii.

## Galeria

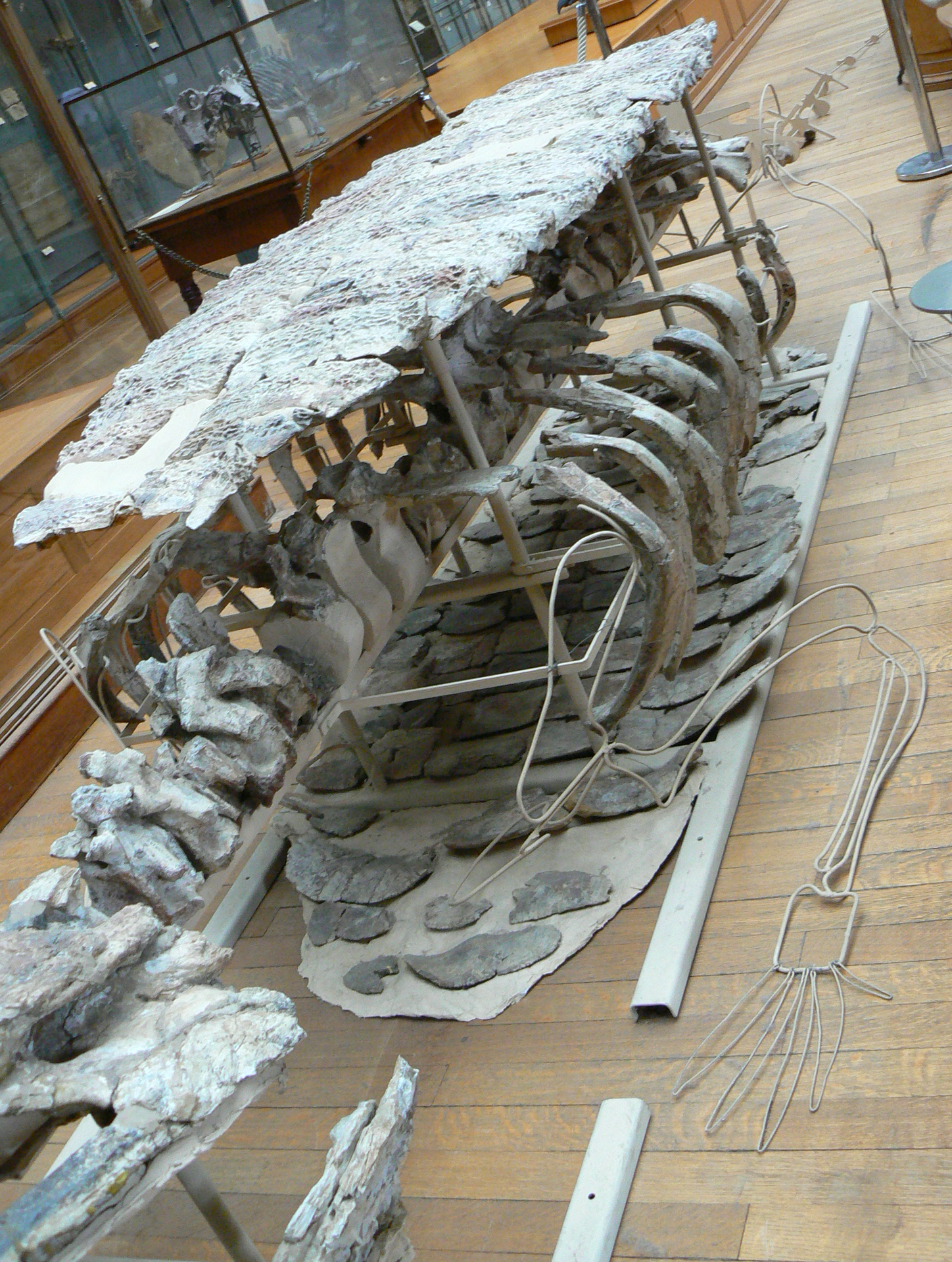
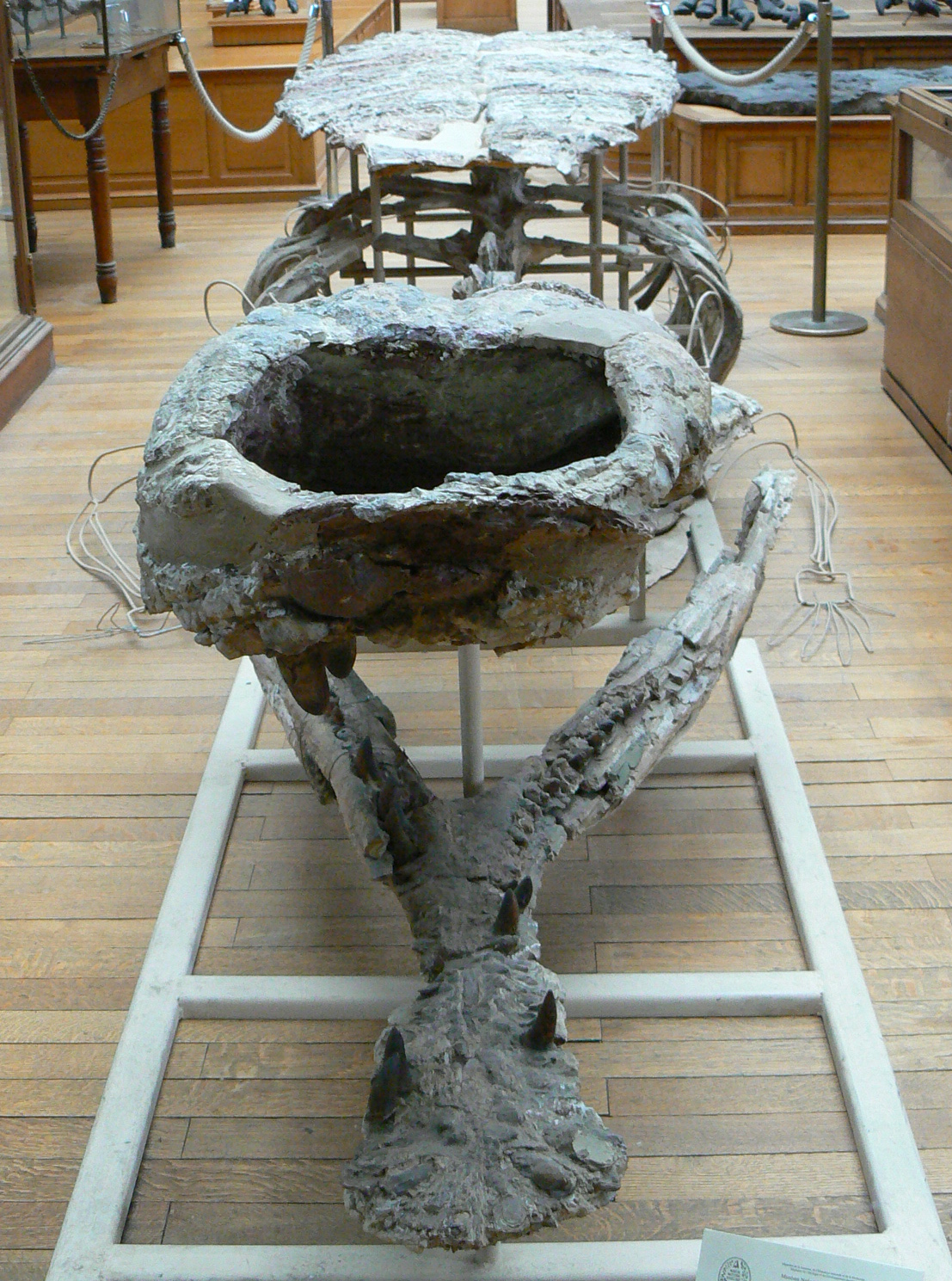
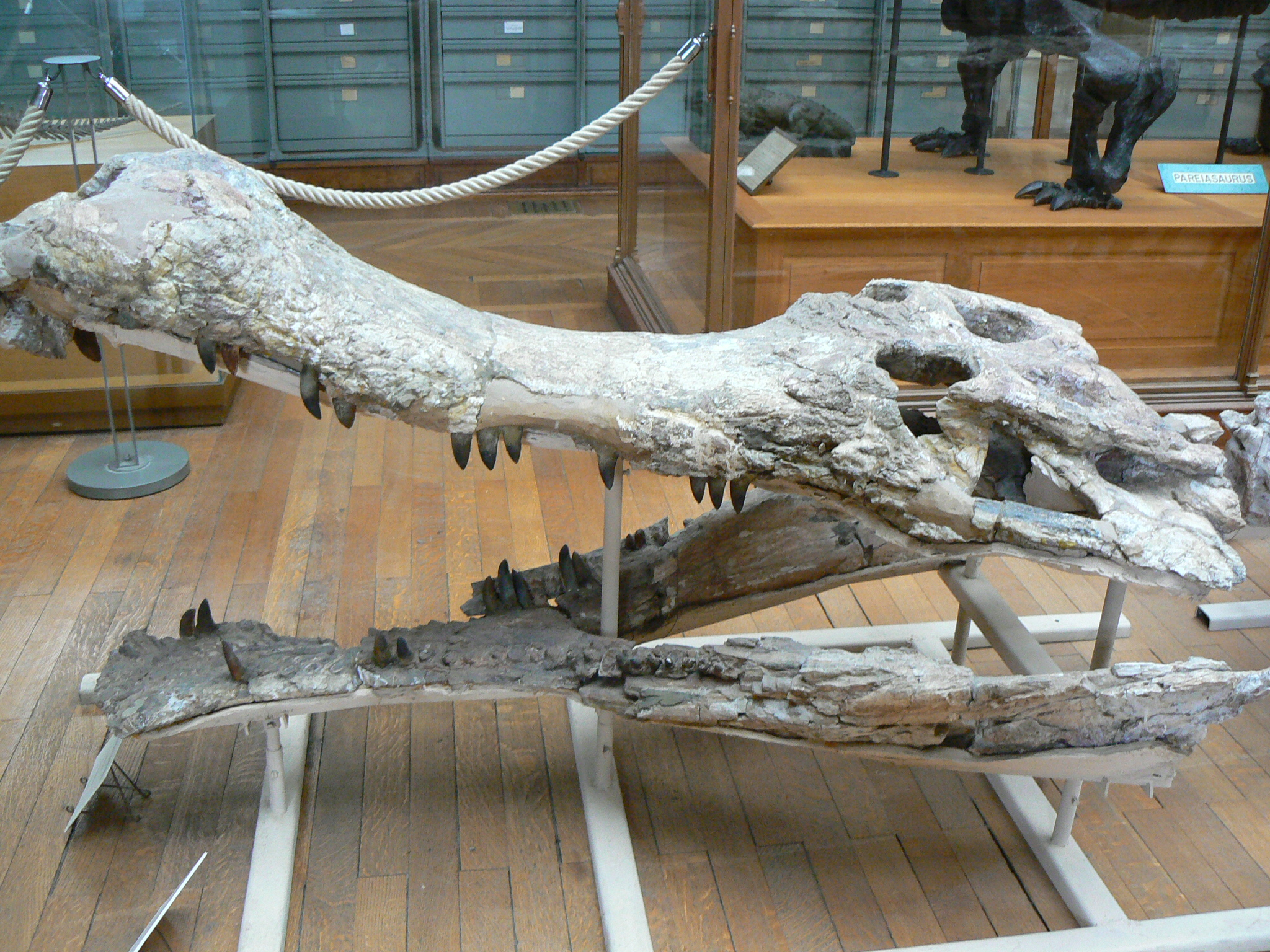
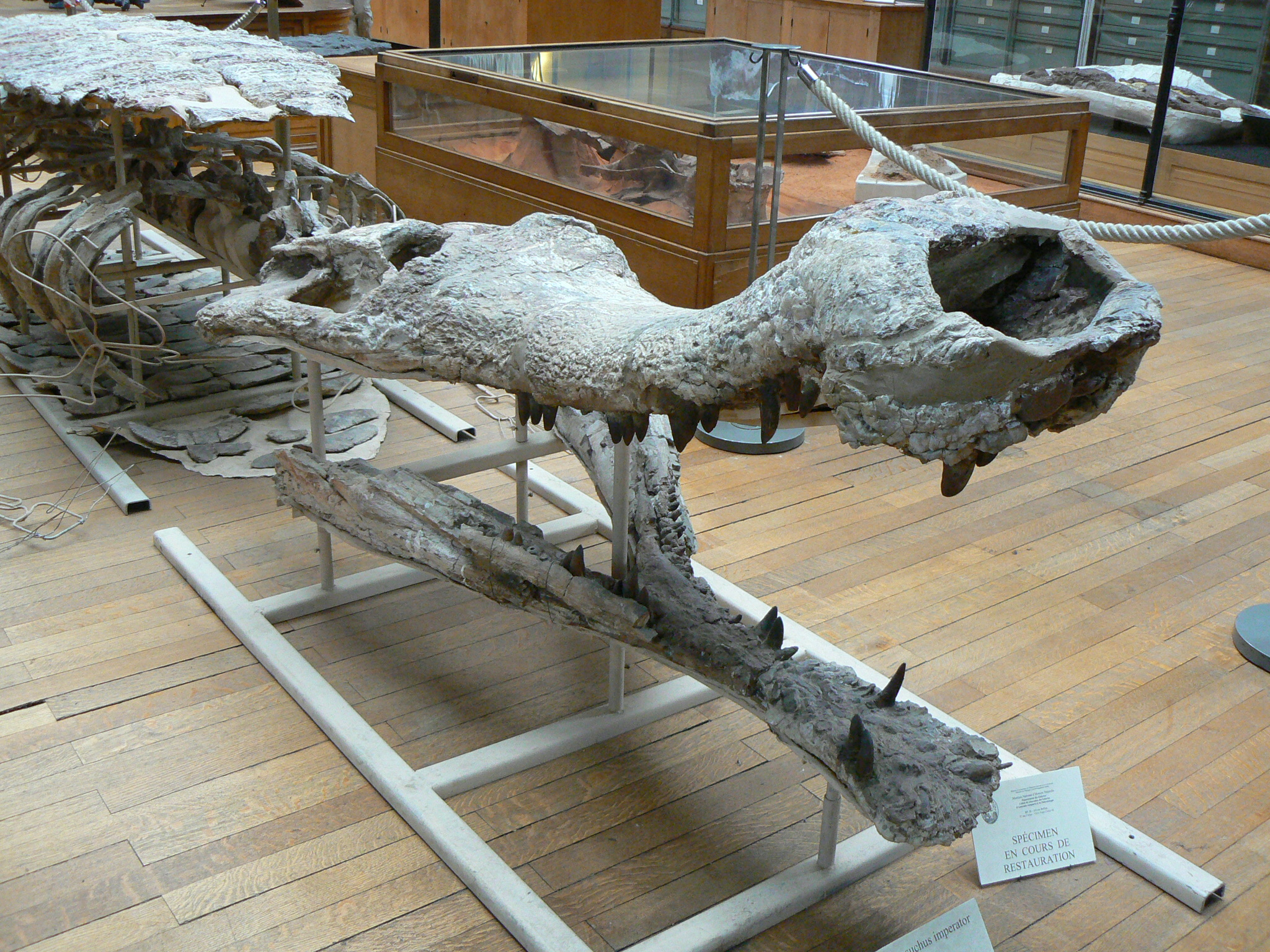
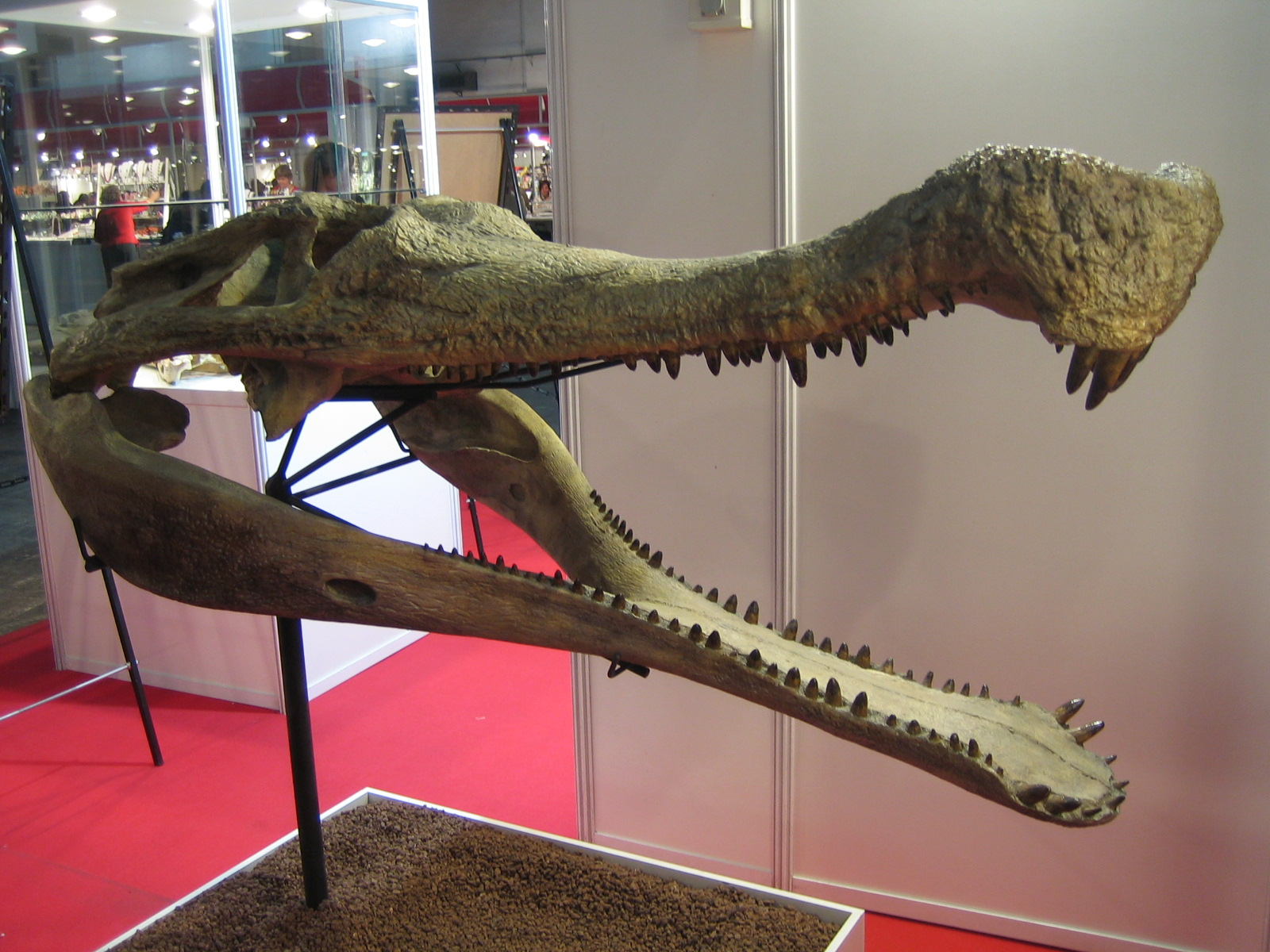